# 新田村 (大阪府)
新田村（しんでんむら）は、大阪府三島郡にあった村。現在の豊中市の千里中央駅周辺および吹田市の千里山駅から南千里駅にかけての阪急千里線の西側一帯にあたる。

## 地理
- 河川：天竺川

## 歴史
- 1889年（明治22年）4月1日 - 町村制の施行により、島下郡上新田村・下新田村が合併して島下郡新田村が発足。大字上新田に村役場を設置。
- 1896年（明治29年）4月1日 - 所属郡が三島郡に変更。
- 1953年（昭和28年）7月1日 - 分割し、大字上新田が豊中市、大字下新田が吹田市に編入。同日新田村廃止。
  - 吹田市編入後の1980年（昭和55年）に下新田は春日に改称。

## 交通

### 鉄道路線
- 京阪神急行電鉄（現・阪急電鉄）
  - 千里線
    - 千里山駅

現在は旧村域に北大阪急行電鉄南北線の桃山台駅、北大阪急行電鉄南北線・大阪モノレール本線の千里中央駅が所在するが、当時は未開業。

### 高速自動車国道
現在は旧村域を中国自動車道が通過するが、当時は未開通。